# Myriam Palacios
Myriam Isabel Palacios Piña (Victoria, Región de La Araucanía, 18 de diciembre de 1936-Santiago, 18 de marzo de 2013) fue una actriz y comediante chilena, que trabajó en teatro, cine y televisión.

## Biografía
Hija de Héctor Palacios e Isabel Piña, nació en la comuna de Victoria, en la Región de la Araucanía.
Su formación teatral se realizó en el Teatro Universitario de Concepción y en la Escuela de Teatro de la Universidad de Chile (1960). Participó en la obra "Tres Marías y una rosa", dirigida por Raúl Osorio, que tuvo gran éxito y se presentó en varias ciudades de Latinoamérica y Europa.
Participó en numerosas telenovelas, y desarrolló su papel de comediante en los programas De chincol a jote y Jappening con Ja. Debutó en el cine en 1988, cuando encarnó a "Laura" en Sussi de Gonzalo Justiniano. También actuó en Caluga o menta (1990), Amnesia (1994), El chacotero sentimental (1999),  y Coronación (2000) —por la que recibiría una nominación al Premio Altazor de las Artes Nacionales—, entre otras.
Fue galardonada como la "Mejor Actriz de Cine" (2000) por el Sindicato de Actores Teatrales (SIDARTE) y con dos premios APES por su actuación en las obras Chiloé cielos cubiertos y La pérgola de las flores.
En sus últimos años padeció la enfermedad de Alzheimer y vivió durante seis años en una casa de reposo. Murió el 18 de marzo de 2013 a los 76 años.

## Filmografía

### Cine
- El 18 de los García (1983) como Clementina
- Sussi (1987) como Nelida
- Hechos consumados (1988) como Eloisa
- Consuelo (1988) como Ursulina
- Caluga o menta (1990) como Sra de clase alta
- Dos mujeres en la ciudad (1990) como Altagracia
- La niña en la palomera (1991) como Inés
- Los náufragos (1994)
- Amnesia (1994)
- Pasión gitana (1997)
- El chacotero sentimental (1999)
- Coronación (2000) como Rosario
- Las golondrinas (2006) como Altazur (Obrera de una fábrica, su última ficción)
- La desmemoriada (2019) como Ella misma (homenaje póstumo)

### Televisión

#### Teleseries y series
| Teleseries           | Teleseries               | Teleseries                   | Teleseries        | Teleseries |
| Año                  | Teleserie                | Personaje                    | Director          | Canal      |
| -------------------- | ------------------------ | ---------------------------- | ----------------- | ---------- |
| 1982                 | Celos                    | Clotilde Ledesma             | José Caviedes     | Canal 13   |
| 1983                 | Las herederas            | Magdalena                    | Regis Bartizzaghi | Canal 13   |
| 1984                 | La represa               | Auristela Novoa              | Ricardo Vicuña    | TVN        |
| 1985                 | Matrimonio de papel      | María Chamorro               | Óscar Rodríguez   | Canal 13   |
| 1986                 | La villa                 | Elcira Díaz                  | Ricardo Vicuña    | TVN        |
| 1987                 | Mi nombre es Lara        | Corina                       | Ricardo Vicuña    | TVN        |
| 1989                 | Bravo                    | Rufina                       | Alejandro Rojas   | Canal 13   |
| 1993                 | Marrón Glacé             | Graciela Capetillo           | Óscar Rodríguez   | Canal 13   |
| 1994                 | Champaña                 | Florita                      | Cristián Mason    | Canal 13   |
| 1995                 | El amor está de moda     | Rosalía                      | Ricardo Vicuña    | Canal 13   |
| 1995                 | Amor a domicilio         | Helga Holguett               | Cristián Mason    | Canal 13   |
| 1996                 | Marrón Glacé, el regreso | Graciela Capetillo           | Óscar Rodríguez   | Canal 13   |
| 1997                 | Playa salvaje            | Lídia Meneses                | Óscar Rodríguez   | Canal 13   |
| 1999                 | Fuera de control         | Trinidad Sanhueza            | Óscar Rodríguez   | Canal 13   |
| 2000                 | Corazón pirata           | Felicinda Sánchez            | Óscar Rodríguez   | Canal 13   |
| Series de televisión |                          |                              |                   |            |
| Año                  | Serie                    | Papel                        |                   | Canal      |
| 1989                 | Teresa de los Andes      | Hermana Juana del Niño Jesús | Vicente Sabatini  | TVN        |
| 1997                 | Las historias de Sussi   | Laurita                      | Vicente Sabatini  | TVN        |

#### Otros programas
- De chincol a jote
- Jappening con ja
- Morandé con compañía